# Bad Königshofen
Bad Königshofen im Grabfeld är en stad i Landkreis Rhön-Grabfeld i Regierungsbezirk Unterfranken i förbundslandet Bayern i Tyskland.